# Койкілі
Койкілі Лерчунді дель Кампо (ісп. Koikili Lertxundi del Campo; 23 грудня 1980, Очандіо, Іспанія) — іспанський футболіст, який виступає на позиції захисника.

## Кар'єра
Койкілі народився в Очандіо (Країна Басків). Ще за два сезони до переходу в «Атлетік Більбао» Кой грав у четвертому дивізіоні. До Атлетіка футболіст перейшов з клубу «Сестао Рівер», що виступав у Сегунда Дивізіон Б. У Ла-Лізі він дебютував 26 серпня 2007 року, зігравши повні 90 хвилин в домашній нічиїй проти сусідів з Наварри — «Осасуни» (0:0). Для дель Кампо це був принциповий матч — він грав за резервну команду «Осасуни» наприкінці 90-х — на початку 2000-х років.
Протягом більшої частини сезону Койкілі був гравцем стартового складу, витіснивши з нього гравця збірної Асьера дель Орно. На свій 27-річний ювілей він забив свій перший гол у вищому дивізіоні в домашньому матчі проти «Реал Мурсія» (1:1).
У наступних двох сезонах Кой виходив трохи рідше, але все-таки за цей час взяв участь у 52-х матчах (10 - у Кубку Іспанії, де команда дійшла до [[фінал Кубка Іспанії з футболу 2009|фіналу] і один - у щойно створеній Лізі Європи). 11 січня 2009 року він зрівняв рахунок 1–1 у матчі проти Атлетіко (Мадрид), що завершився перемогою 3–2.
Новий головний тренер клубу Марсело Б'єлса не знаходив для Койкілі місця на полі у сезоні 2011–2012, як і для Айтора Осіо та Ібана Субіаурре, втім, він залишився в клубі. 25 червня 2014, після двох сезонів у Мірандесі, 33-річний футболіст оголосив про завершення ігрової кар'єри.

## Особисте життя
Юнаком Койкілі займався Греко-римською боротьбою й навіть одного разу став чемпіоном Іспанії у віковій категорії до 15 років.

## Досягнення
Атлетік Більбао
- Кубок Іспанії з футболу: фіналіст 2008–2009
- Суперкубок Іспанії з футболу: фіналіст 2009